# Palais national (République dominicaine)
Pour les articles homonymes, voir Palais national.
Le Palais national (en espagnol : Palacio Nacional) est un bâtiment situé à Saint-Domingue, servant à abriter les bureaux du pouvoir exécutif (présidence et vice-présidence) de la République dominicaine.

## Histoire
Conçu dans un style néoclassique sobre par l'architecte italien Guido D'Alessandro à la demande du président dominicain Rafael Trujillo (1930-1938, 1942-1952), la construction du palais débute le 27 février 1944 – lors du centenaire de l'indépendance dominicaine – et il est inauguré le 16 août 1947. Occupant une superficie de 18 000 mètres carrés et luxueusement aménagé, le Palais national est considéré comme l'un des plus beaux bâtiments construits en République dominicaine. 
Le bâtiment se dresse sur le terrain de l'ancien manoir présidentiel (Mansión Presidencial), construit pendant l'occupation américaine de la République dominicaine (1916-1924).

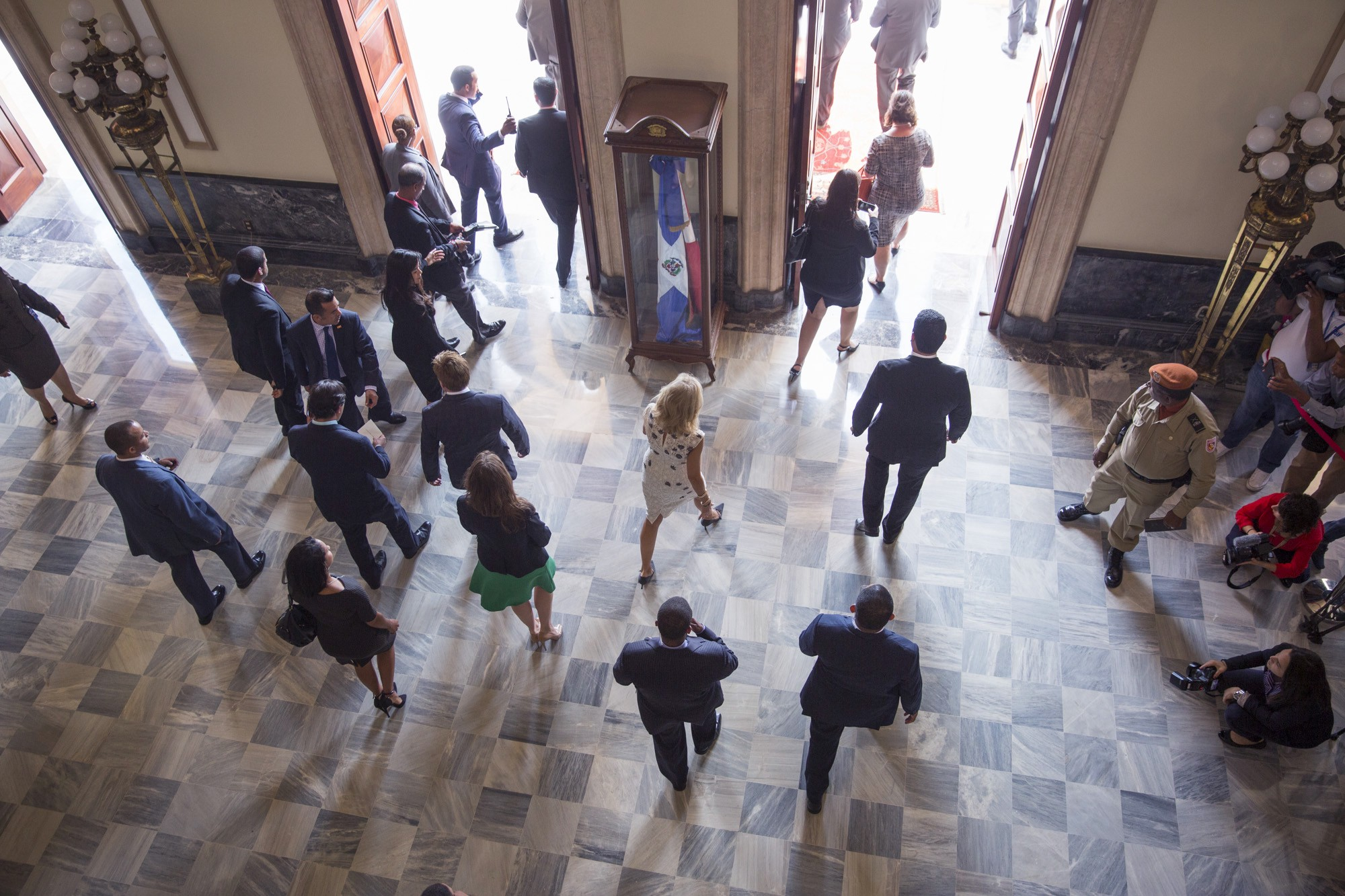
Hall d'entrée du Palais national dominicain.